# Champ pétrolifère
Pour les articles homonymes, voir Gisement.

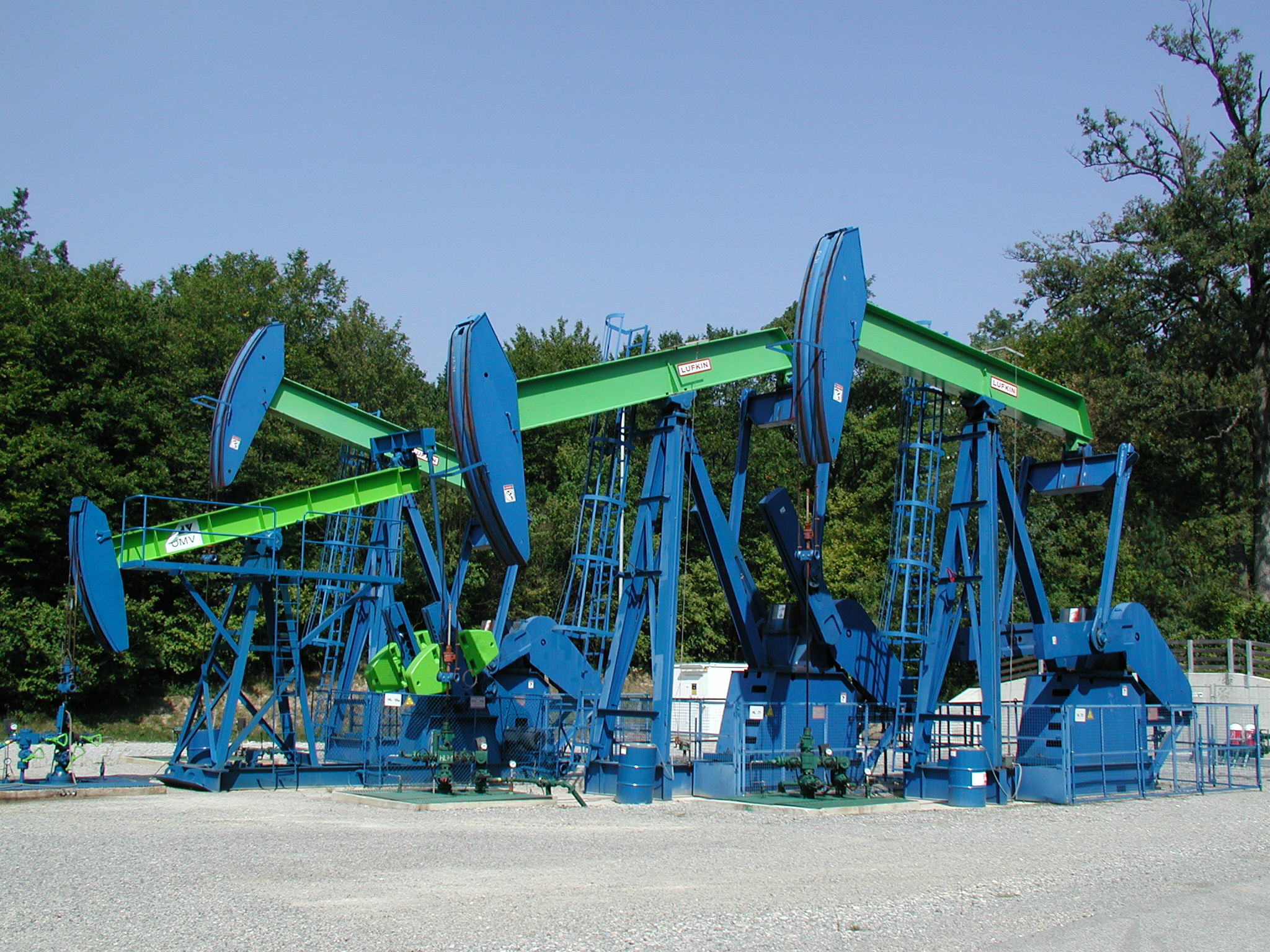
Champ pétrolifère au nord-est de Vienne en Autriche.

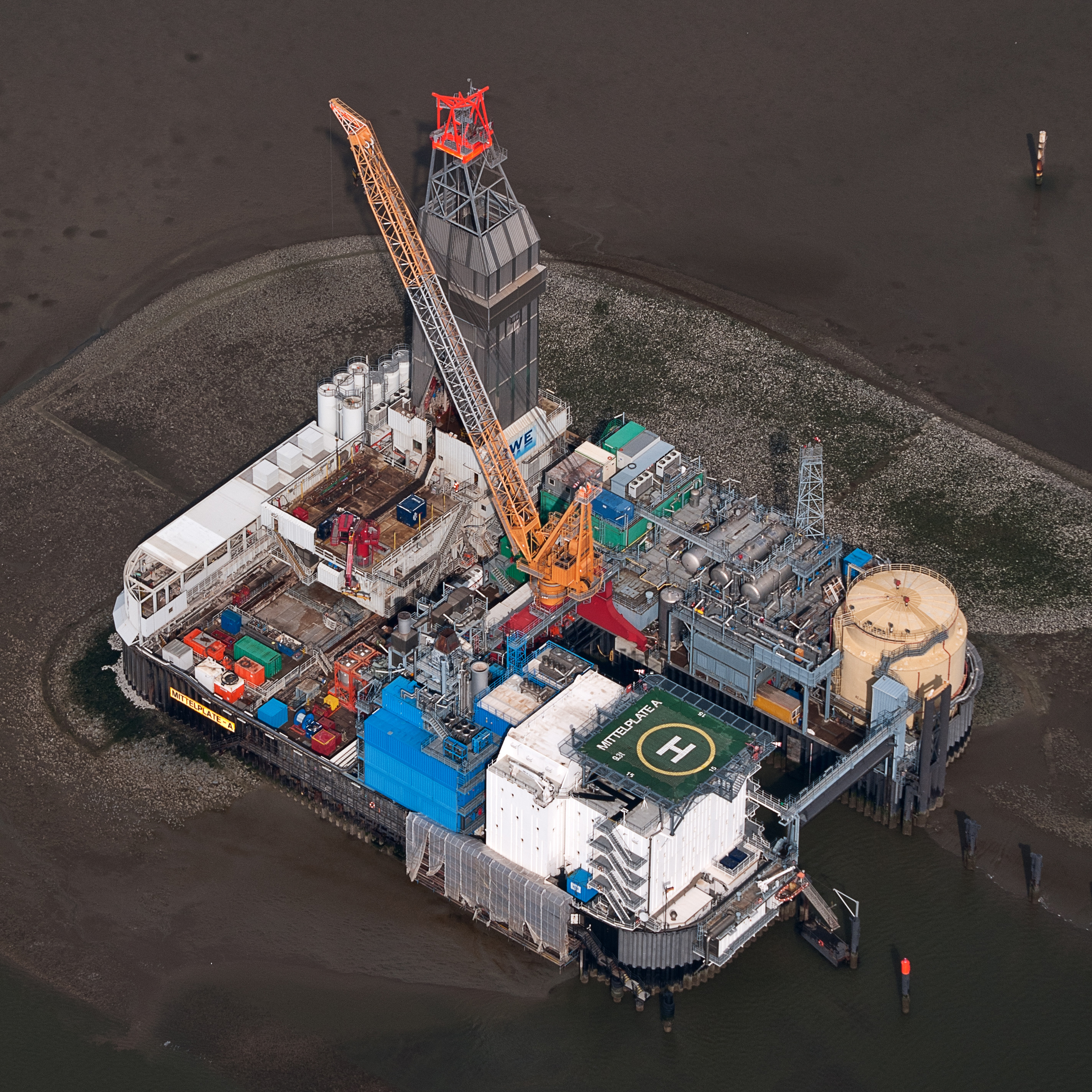
Vue aérienne de Mittelplate, le plus grand champ pétrolifère d'Allemagne.

Un champ pétrolifère ou gisement pétrolifère délimite une zone où est enfouie une grande quantité de pétrole et où une tentative pour l'en extraire peut être faite en creusant des puits. Un champ pétrolifère peut s'étendre sur plusieurs kilomètres, permettant d'avoir plusieurs puits sur un même champ.
Un gisement de pétrole ou de gaz est qualifié de géant s'il dépasse, en réserves extractibles initiales, la barre des 500 millions de barils - ou l'équivalent en gaz naturel, soit environ 80 km³. Certains gisements ne se qualifient comme géants qu'en cumulant le pétrole et le gaz.

## Liste des plus grands champs pétrolifères
Les plus grands champs pétrolifères (en termes de production journalière) sont, par ordre décroissant [Quand ?] :
| Nom       | Pays            | découvert en | Réserves initiales | Réserves restantes | Production (kbbl/j) |
| --------- | --------------- | ------------ | ------------------ | ------------------ | ------------------- |
| Ghawar    | Arabie saoudite | 1948         | 100 ?              | 45 ?               | 3 800 (2019).       |
| Cantarell | Mexique         | 1976         | 18                 | ~8                 | 2 100               |
| Burgan    | Koweït          | 1938         | 45-60 ?            | 15-30 ?            | 1 600               |
| Daqing    | Chine           | 1959         | 16                 | 3                  | 930                 |

Toutes les valeurs de réserve présentent une marge d'erreur importante.